# Landnelke
Die Landnelke oder Edel-Nelke (Dianthus caryophyllus), in kultivierter Form meist Gartennelke, Garten-Nelke oder kurz Nelke genannt, ist eine Pflanzenart aus der Gattung der Nelken (Dianthus) innerhalb der Familie der Nelkengewächse (Caryophyllaceae). Sie stammt aus dem Mittelmeerraum und wird seit dem Altertum als Zierpflanze kultiviert.

## Beschreibung

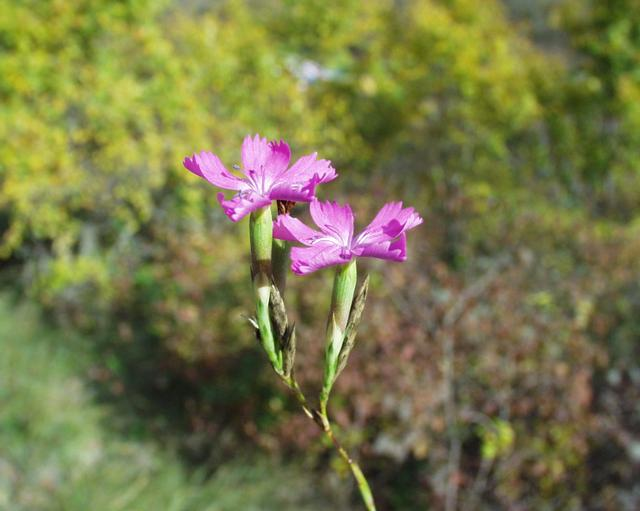
Ungefüllte Blüten von der Seite

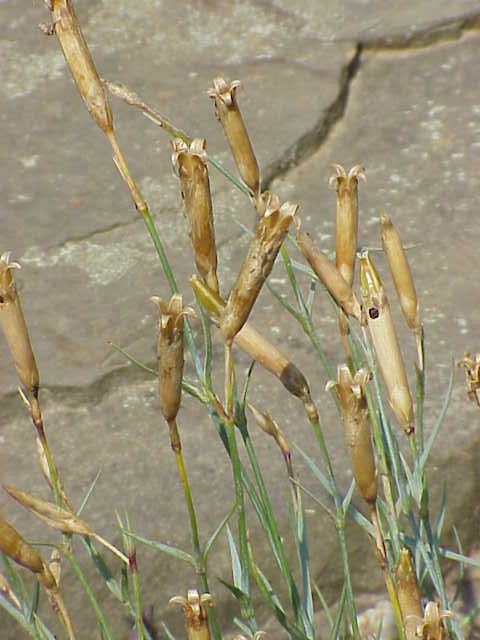
Früchte

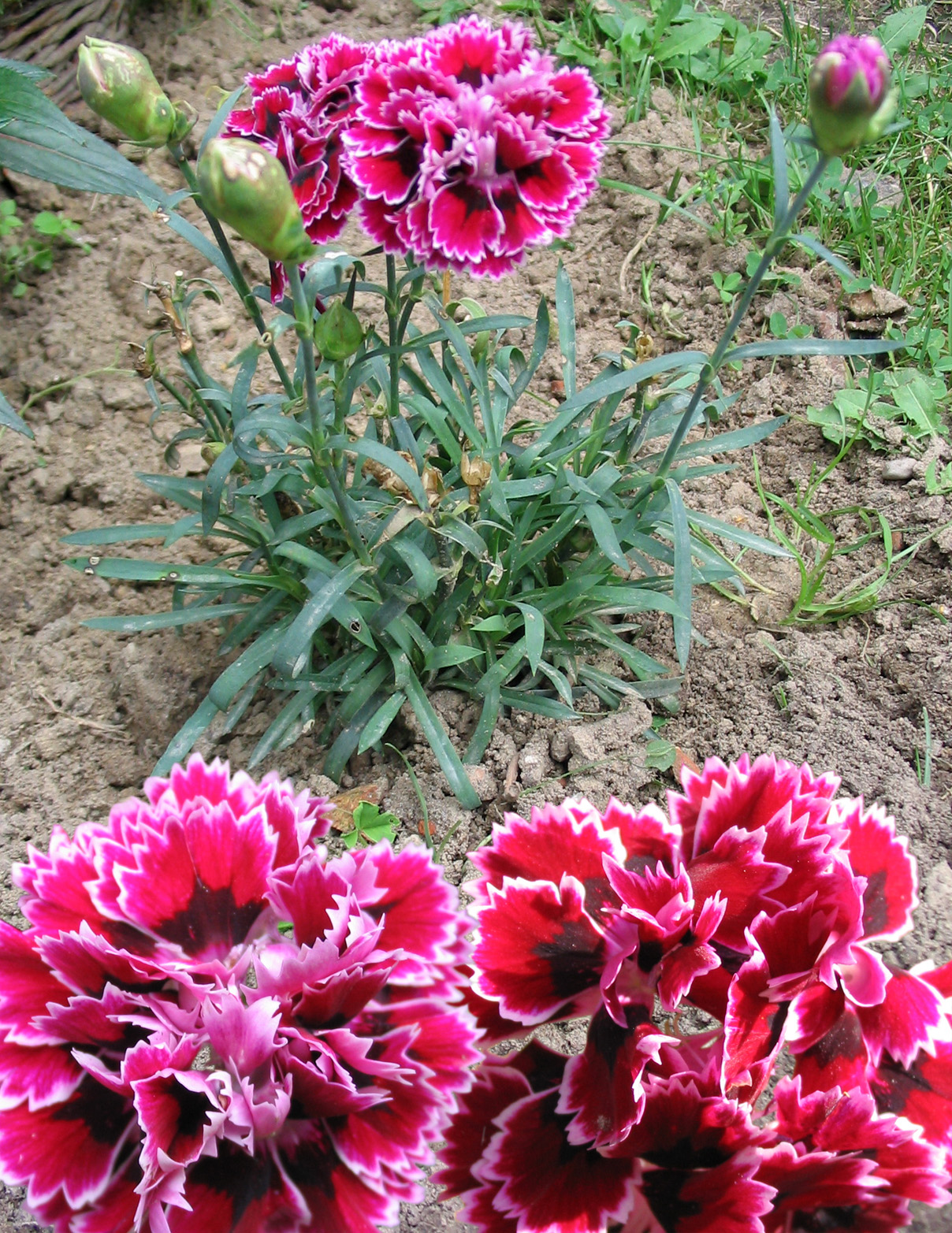
Gefüllt blühende, mehrfarbige Sorte der Gartennelke

### Vegetative Merkmale
Die Landnelke ist eine ausdauernde krautige Pflanze und erreicht Wuchshöhen von 40 bis 80 Zentimetern. Die kreuzgegenständigen Laubblätter sind linealisch-lanzettlich, ganzrandig und blau-grün.

### Generative Merkmale
Die Blütezeit reicht von Juli bis September. Der Stängel trägt mehrere Blüten und kann dichasial oder rispig (mit weiterwachsendem Mitteltrieb) verzweigt sein. Die duftenden, zwittrigen Blüten sind radiärsymmetrisch. Der Außenkelch ist etwa ¼ so lang wie die Kelchröhre und besteht aus vier bis sechs eiförmigen, plötzlich in eine Stachelspitze zusammengezogenen Kelchschuppen (siehe Nelken). Die bei der Stammform fünf an der Zahl und rosafarbenen bis roten Kronblätter sind verkehrt-eiförmig bis dreieckig und können vorn gezähnt oder gekerbt sein.

### Chromosomensatz
Die Chromosomengrundzahl beträgt x = 15; es liegt Diploidie mit einer Chromosomenzahl von 2n = 30 vor.

## Vorkommen
Die Landnelke stammt aus dem Mittelmeerraum. In Europa kommt sie wild in Griechenland und Italien, auf Sizilien und Sardinien vor; dabei ist unsicher, ob sie in einigen dieser Gebiete nur eingeführt ist (wie auch in Spanien und Frankreich). Nach Euro+Med hat sie ursprüngliche Vorkommen nur in Spanien und Kroatien.
Die ökologischen Zeigerwerte nach Landolt et al. 2010 sind in der Schweiz: Feuchtezahl F = 2+ (frisch), Lichtzahl L = 4 (hell), Reaktionszahl R = 3 (schwach sauer bis neutral), Temperaturzahl T = 4+ (warm-kollin), Nährstoffzahl N = 3 (mäßig nährstoffarm bis mäßig nährstoffreich), Kontinentalitätszahl K = 3 (subozeanisch bis subkontinental).

## Taxonomie
Die Erstveröffentlichung von Dianthus caryophyllus erfolgte 1753 durch Carl von Linné in Species Plantarum, Tomus I, Seite 410. Das Artepitheton caryophyllus stammt vom griechischen Wort καρυόφυλλον karyóphyllon, was eigentlich „Gewürznelke“ bedeutet (Genaueres im Artikel Nelkengewächse).

## Nutzung
Nelken begleiten den Menschen seit alter Zeit. Medizinische Anwendung bei Magenverstimmung und Fieber. Nelkenduft wurde für Essig, Bier, Wein, Saucen und Salate verwendet, Blüten werden oft kandiert.
Schon lange Zeit finden Landnelken hauptsächlich als Zierpflanzen Verwendung. Der weltweit größte Produzent von Nelken als Schnittblumen ist Kolumbien. Im niederländischen Aalsmeer, dem größten Versteigerungszentrum für Schnittblumen in Europa, wurden beispielsweise im Jahr 2005 57 Millionen Schnittnelken umgesetzt, davon 38 Millionen importierte Nelken. Damit gehört die Schnittnelke zu den zehn meistverkauften Schnittblumen im internationalen Schnittblumenhandel.
In Asien, vor allem Südchina, sind getrocknete ganze Nelkenblüten die Grundlage eines schmackhaften Tees. Er hat neben den medizinischen Wirkungen einen optischen Effekt, da die Blüte im warmen Wasser wieder aufzublühen scheint.

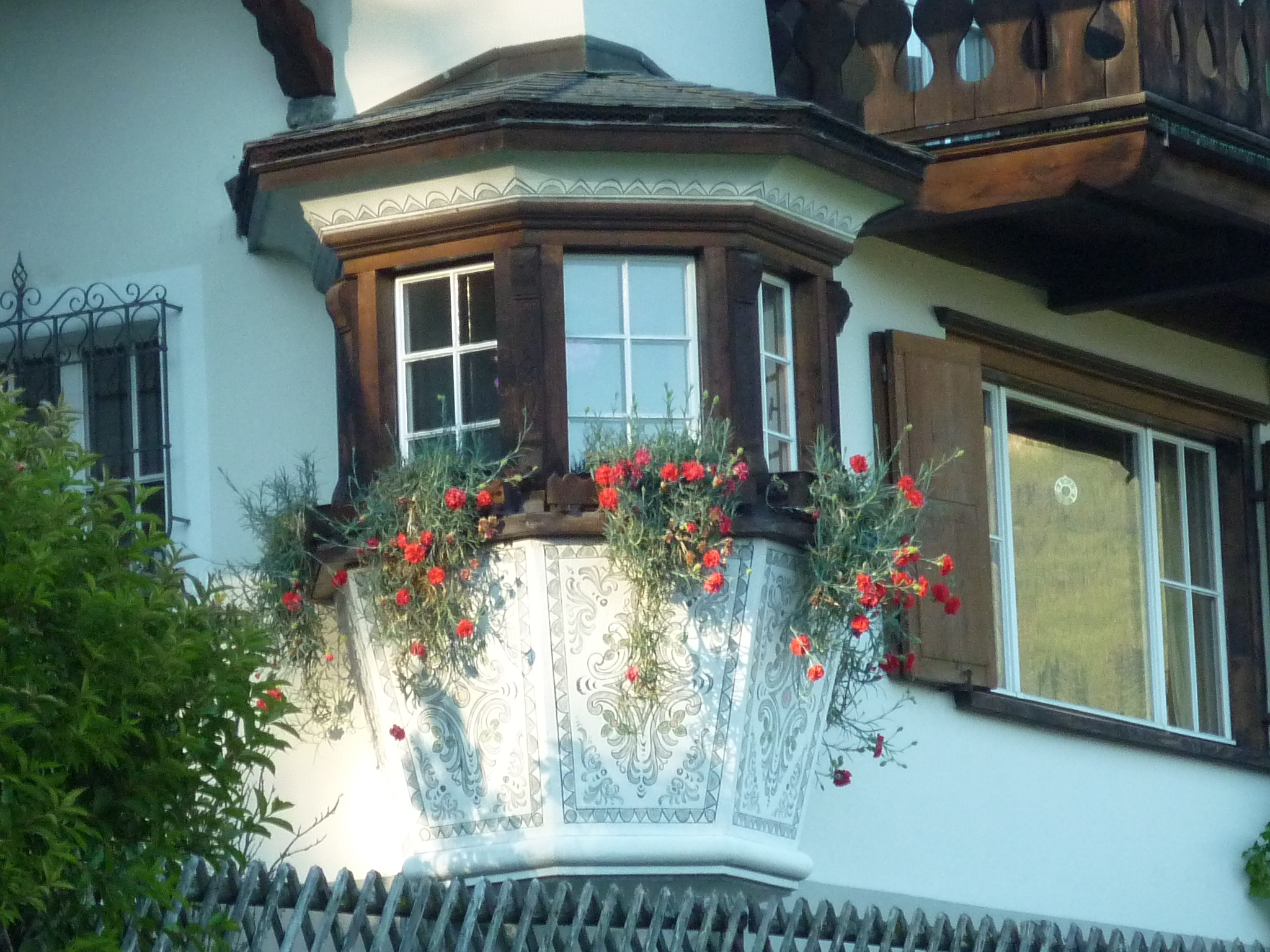
Gebirgs- oder Hängenelke

### Gebirgshängenelke
Die Gebirgshängenelke gehört aufgrund ihrer Merkmale zur Dianthus caryophyllus. Abkömmlinge dieser Wildnelke sind neben der Landnelke (Grenadinnelke) die stark duftenden Margareten-, Chabaud-, Remontant-, Edel- und Chornelken (Topfchornelke). Die Gebirgshängenelke stammt von der im 18./19. Jahrhundert sehr beliebten Chornelke ab. Ihre dünnen, herabhängenden Triebe sind durch Auslese entstanden. Je nach Herkunft wird die Gebirgshängenelke auch Engadiner oder Tiroler Hängenelke genannt. Sie ist praktisch die einzige Nelkenart, die sich für den Balkon und für Blumenampeln (hängender Blumentopf) eignet. Ihre flammenden Farben (rot, rosa, gelb) entwickeln sich nur unter starkem UV-Einfluss. Deshalb gedeiht sie in sonnigen Bergtälern (Süddeutschland, Österreich, Schweiz) am besten. Früher zierte die Engadinernelke fast jedes  Engadinerhaus. Heute sind diese Zierpflanzen praktisch verschwunden. Um die Farbtupfer an den Hausfassaden nicht ganz in Vergessenheit geraten zu lassen, sammelt ProSpecieRara Schweiz alte Hängenelkensorten.

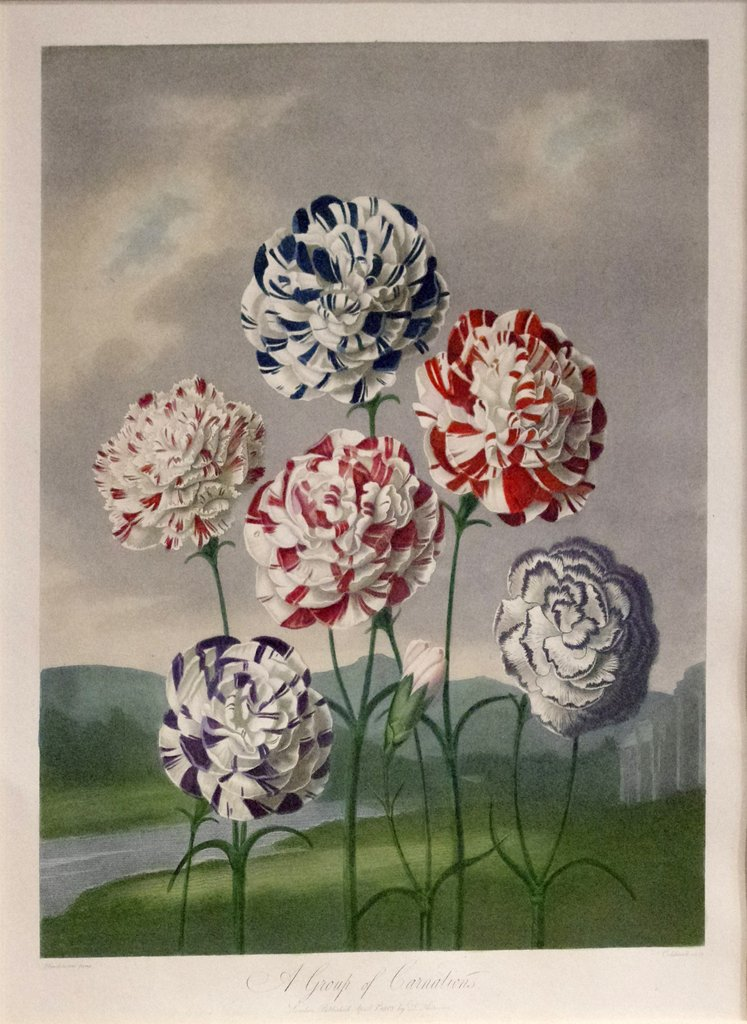
Nelken in der Kunst: Dr. Robert John Thornton aus The Temple of Flora (1797–1810).

## Symbolik

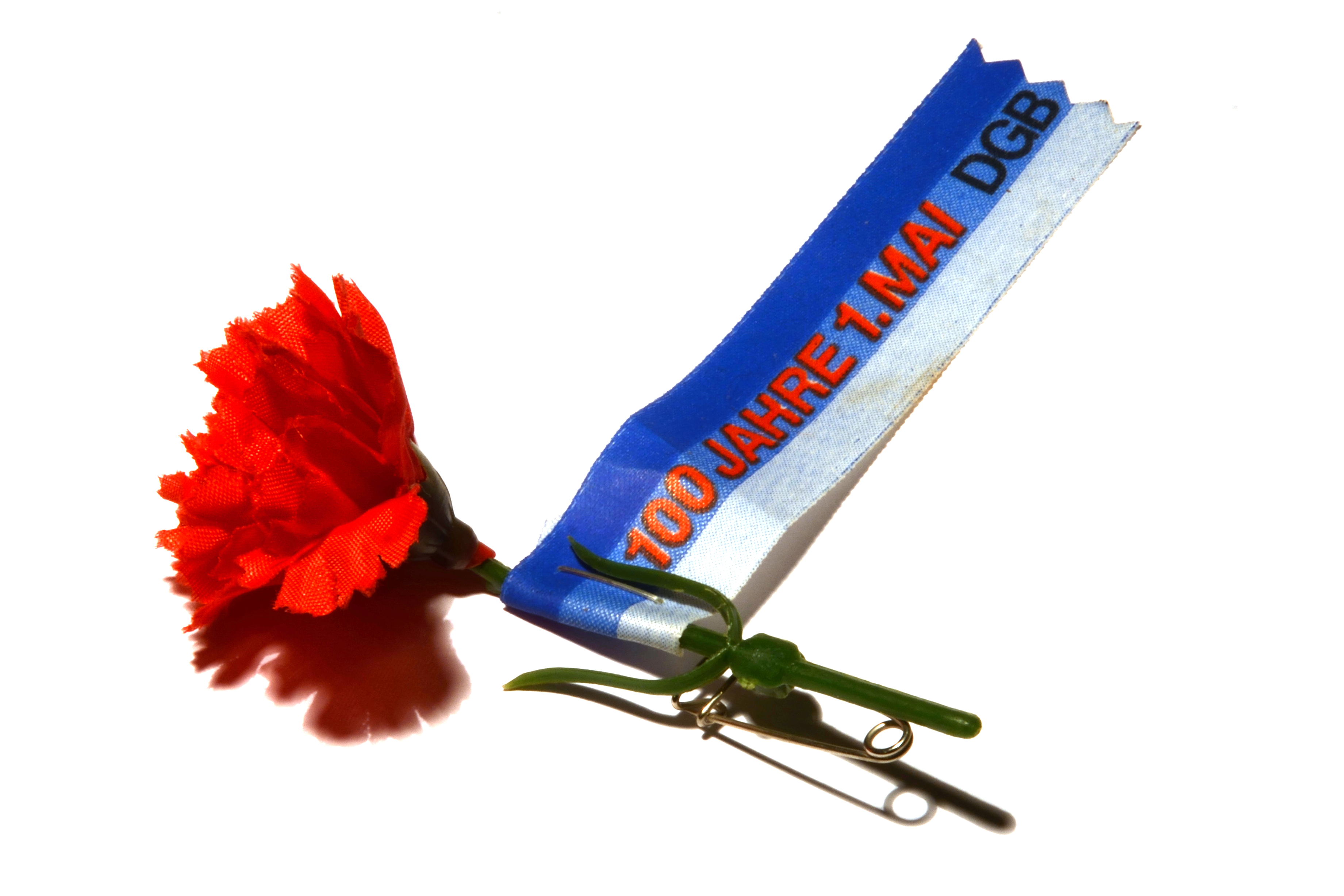
Mainelke der Gewerkschaften

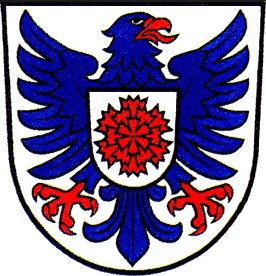
Wappen von Bottendorf

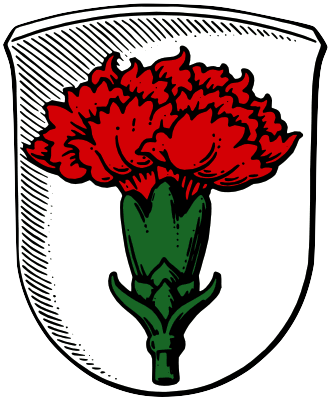
Wappen von Naunstadt im Taunus

Die Nelke hat in kulturellem Zusammenhang zahlreiche Bedeutungen:
Im Mittelalter war die Nelke ein Symbol für die Gottesmutter Maria und die Leiden Christi.
Alte lateinische Bezeichnungen der (Garten-)Nelke waren neben „Dianthus“ und „Caryophyllus“ auch Herba tunica.
Drei Länder haben die Nelke als Nationalblume: Spanien, Monaco und Slowenien. Die Nelke ist auch die Regionalblume der Balearischen Inseln.
Die rote Nelke (Mainelke) ist heute ein Symbol der Arbeiterbewegung. Viele sozialistische Parteien auf der ganzen Welt verwenden sie in ihrem Logo. Sie erhielt ihr politisches Image als Arbeiterblume auf dem Internationalen Sozialistenkongress 1889 in Paris. Dort beschloss man, den 1. Mai in allen Ländern als Kampftag zu feiern.
An der Universität Oxford tragen die Studenten traditionell Nelken zu ihren Prüfungen: zur ersten Prüfung weiße, danach rosafarbene und zur Abschlussprüfung rote.
Am 25. April 1974 wurden den portugiesischen Soldaten bei ihrem Aufstand gegen die Diktatur rote Nelken in die Gewehrläufe gesteckt, siehe Nelkenrevolution.
Die Nelke im Wappen von Bottendorf ist offensichtlich eine gefüllte rote Nelke (nach anderer Lesart angeblich aber eine – nicht mit den Nelken verwandte – Galmei-Grasnelke Armeria maritima ssp. halleri, früher ssp. bottendorfensis).

## Trivialname
Der Name der Nelke kommt vom mittelhochdeutschen Wort negellîn, was in der Wiener Mundart noch erkennbar ist. Hier wird die Nelke Nagerl genannt, wie z. B. in Johann Nestroys Zauberposse Nagerl und Handschuh (1832).
Weitere deutschsprachige Trivialnamen sind oder waren: Felsennägeli (Bern), Friesenäuglin (bereits 1542 erwähnt), Friesli (Luzern, Bern), Friessnägale, Grasblumen (Hessen), Grasnägeln, Nägelblomen (Siebenbürgen), Nägelnblumen, Nägeli (St. Gallen am Oberrhein), Nagelin, Nägelinblume und Sammetnägeli (Appenzell).